# Puchar Świata w biegach narciarskich 1976/1977
Sezon 1976/1977 Pucharu Świata w biegach narciarskich rozpoczął się 18 grudnia 1976 r. w szwajcarskiej miejscowości Davos, a zakończył się 12 marca 1977 roku w stolicy Norwegii, Oslo. Była to czwarta w historii, nieoficjalna seria zawodów w biegach narciarskich zorganizowana przez Międzynarodową Federację Narciarską (FIS).
Startowali tylko mężczyźni. W nieoficjalnej klasyfikacji generalnej zwyciężył Thomas Wassberg ze Szwecji. 

## Kalendarz i wyniki
| Lp. | Miejscowość   | Dystans          | Data             | 1. miejsce                                                                      | 2. miejsce                                                                | 3. miejsce                                                                    |
| --- | ------------- | ---------------- | ---------------- | ------------------------------------------------------------------------------- | ------------------------------------------------------------------------- | ----------------------------------------------------------------------------- |
| 1.  | Davos         | 30 km            | 18 grudnia 1976  | Thomas Wassberg                                                                 | Stanislav Henych                                                          | Milan Jarý                                                                    |
| 2.  | Davos         | Sztafeta 3x10 km | 19 grudnia 1976  | Norwegia Oddvar Brå · Odd Martinsen · Magne Myrmo                               | Finlandia Risto Kiiskinen · Pertti Teurajärvi · Juha Mieto                | Szwecja Benny Södergren · Sven-Åke Lundbäck · Thomas Wassberg                 |
| 3.  | Telemark      | 15 km            | 23 grudnia 1976  | Matti Pitkänen                                                                  | Oddvar Brå                                                                | Juhani Repo                                                                   |
| 4.  | Kastelruth    | 30 km            | 9 stycznia 1977  | František Šimon                                                                 | Jean-Paul Pierrat                                                         | Jiří Beran                                                                    |
| 5.  | Reit im Winkl | 15 km            | 15 stycznia 1977 | Siergiej Sawieljew                                                              | Gert-Dietmar Klause                                                       | Thomas Wassberg                                                               |
| 6.  | Le Brassus    | 30 km            | 22 stycznia 1977 | Odd Martinsen                                                                   | Franz Renggli                                                             | Arto Koivisto                                                                 |
| 7.  | Le Brassus    | Sztafeta 3x10 km | 23 stycznia 1977 | Norwegia Lars Erik Eriksen · Magne Myrmo · Odd Martinsen                        | Szwajcaria Franz Renggli · Venanz Egger · Heinz Gähler                    | Finlandia Esko Lähtevänoja · Juhani Repo · Arto Koivisto                      |
| 8.  | Lahti         | 15 km            | 24 lutego 1977   | Wasilij Roczew                                                                  | Juha Mieto                                                                | Gert-Dietmar Klause                                                           |
| 9.  | Lahti         | 50 km            | 27 lutego 1977   | Siergiej Sawieljew                                                              | Thomas Wassberg                                                           | Iwan Garanin                                                                  |
| 10. | Falun         | 30 km            | 4 marca 1977     | Juha Mieto                                                                      | Teemu Pitkänen                                                            | Wasilij Roczew                                                                |
| 11. | Falun         | Sztafeta 4x10 km | 5 marca 1977     | ZSRR Jewgienij Bielajew · Nikołaj Bażukow · Siergiej Sawieljew · Wasilij Roczew | Finlandia Esko Lähtevänoja · Matti Korhonen · Teemu Pitkänen · Juha Mieto | Norwegia Kjell Jakob Sollie · Lars Erik Eriksen · Tore Gullen · Odd Martinsen |
| 12. | Oslo          | 15 km            | 10 marca 1977    | Juha Mieto                                                                      | Thomas Magnusson                                                          | Ivar Formo                                                                    |
| 13. | Oslo          | 50 km            | 12 marca 1977    | Thomas Magnusson                                                                | Ivar Formo                                                                | Juha Mieto                                                                    |

## Klasyfikacje
| Lp. | Zawodnik            | Punkty |
| --- | ------------------- | ------ |
| 1.  | Thomas Wassberg     | 113    |
| 2.  | Juha Mieto          | 93     |
| 3.  | Thomas Magnusson    | 90     |
| 4.  | Odd Martinsen       | 86     |
| 5.  | Siergiej Sawieljew  | 85     |
| 6.  | Gert-Dietmar Klause | 78     |
| 7.  | Oddvar Brå          | 67     |
| 8.  | Sven-Åke Lundbäck   | 66     |
| 9.  | Franz Renggli       | 63     |
| 10. | Wasilij Roczew      | 62     |